# Liste der Mitglieder des Consiglio Grande e Generale (27. Legislaturperiode)
Die Liste gibt einen Überblick über alle Abgeordneten des Consiglio Grande e Generale, der Legislative San Marinos, in der 27. Legislaturperiode von 2008 bis 2012.

## Zusammensetzung
Nach den Parlamentswahlen vom 9. November 2008 setzte sich der Consiglio Grande e Generale wie folgt zusammen.
| Mitglied des Consiglio Grande e Generale | geb. | Koalition            | Liste        | Listenplatz | Kommentar                                                                                   |
| ---------------------------------------- | ---- | -------------------- | ------------ | ----------- | ------------------------------------------------------------------------------------------- |
| Denis Amici                              | 1972 | Patto per San Marino | PDCS-EPS-AEL | 25          | Nachrücker für Minister                                                                     |
| Paride Andreoli                          | 1956 | Riforme e Libertà    | PSD          | 01          | am 1. Juli 2009 Austritt aus dem PSD, 15. Juli 2009 Gründung des PSRS                       |
| Marco Arzilli                            | 1971 | Patto per San Marino | LDL          | 01          | Minister                                                                                    |
| Federico Bartoletti                      | 1964 | Patto per San Marino | PDCS-EPS-AEL | 24          | Nachrücker für Minister                                                                     |
| Antonio Battistini                       | 1963 | Patto per San Marino | PDCS-EPS-AEL | 27          | Nachrücker für Minister                                                                     |
| Iro Belluzzi                             | 1964 | Riforme e Libertà    | PSD          | 16          |                                                                                             |
| Fabio Berardi                            | 1959 | Patto per San Marino | PDCS-EPS-AEL | 04          | Minister                                                                                    |
| Gian Nicola Berti                        | 1960 | Patto per San Marino | LDL          | 06          | Nachrücker für Minister                                                                     |
| Maria Luisa Berti                        | 1971 | Patto per San Marino | LDL          | 03          |                                                                                             |
| Denise Bronzetti                         | 1972 | Riforme e Libertà    | PSD          | 14          |                                                                                             |
| Gian Carlo Capicchioni                   | 1956 | Riforme e Libertà    | PSD          | 18          |                                                                                             |
| Augusto Casali                           | 1949 | Patto per San Marino | LDL          | 02          | bis 16. Juli 2012 Minister                                                                  |
| Silvia Cecchetti                         |      | Riforme e Libertà    | PSD          | 03          | am 1. Juli 2009 Austritt aus dem PSD, 15. Juli 2009 Gründung des PSRS                       |
| Edda Ceccoli                             | 1947 | Patto per San Marino | PDCS-EPS-AEL | 20          |                                                                                             |
| Simone Celli                             | 1982 | Riforme e Libertà    | PSD          | 08          | am 1. Juli 2009 Austritt aus dem PSD, 15. Juli 2009 Gründung des PSRS                       |
| Massimo Cenci                            | 1967 | Patto per San Marino | LDL          | 04          |                                                                                             |
| Mauro Chiaruzzi                          | 1952 | Riforme e Libertà    | PSD          | 05          |                                                                                             |
| Valeria Ciavatta                         | 1959 | Patto per San Marino | AP           | 02          | Ministerin                                                                                  |
| Enzo Colombini                           |      | Riforme e Libertà    | SU           | 04          |                                                                                             |
| Marco Conti                              | 1969 | Patto per San Marino | PDCS-EPS-AEL | 11          |                                                                                             |
| Paolo Crescentini                        | 1973 | Riforme e Libertà    | PSD          | 10          | am 1. Juli 2009 Austritt aus dem PSD, 15. Juli 2009 Gründung des PSRS                       |
| Germano De Biagi                         |      | Riforme e Libertà    | PSD          | 06          | am 1. Juli 2009 Austritt aus dem PSD, 15. Juli 2009 Gründung des PSRS                       |
| Claudio Felici                           | 1960 | Riforme e Libertà    | PSD          | 09          |                                                                                             |
| Matteo Fiorini                           | 1968 | Patto per San Marino | AP           | 10          | ab 12. Oktober 2009 Nachrücker für Tito Masi                                                |
| Ivan Foschi                              | 1973 | Riforme e Libertà    | SU           | 03          |                                                                                             |
| Clelio Galassi                           | 1950 | Patto per San Marino | PDCS-EPS-AEL | 08          |                                                                                             |
| Gabriele Gatti                           | 1953 | Patto per San Marino | PDCS-EPS-AEL | 03          | bis 30. April 2010 Minister                                                                 |
| Marco Gatti                              | 1967 | Patto per San Marino | PDCS-EPS-AEL | 06          |                                                                                             |
| Roberto Giorgetti                        | 1962 | Patto per San Marino | AP           | 06          |                                                                                             |
| Giovanni Lonfernini                      | 1976 | Riforme e Libertà    | DDC          | 01          |                                                                                             |
| Teodoro Lonfernini                       | 1976 | Patto per San Marino | PDCS-EPS-AEL | 16          |                                                                                             |
| Stefano Macina                           | 1956 | Riforme e Libertà    | PSD          | 15          |                                                                                             |
| Alessandro Mancini                       | 1975 | Riforme e Libertà    | PSD          | 13          | am 1. Juli 2009 Austritt aus dem PSD, 15. Juli 2009 Gründung des PSRS                       |
| Alfredo Manzaroli                        | 1982 | Riforme e Libertà    | PSD          | 17          | am 1. Juli 2009 Austritt aus dem PSD, 15. Juli 2009 Gründung des PSRS                       |
| Daniela Marchetti                        | 1958 | Patto per San Marino | PDCS-EPS-AEL | 26          | Nachrückerin für Minister                                                                   |
| Gian Marco Marcucci                      | 1954 | Patto per San Marino | PDCS-EPS-AEL | 07          | bis 16. März 2011 Minister                                                                  |
| Tito Masi                                | 1949 | Patto per San Marino | AP           | 04          | 12. Oktober 2009 Rücktritt                                                                  |
| Luigi Mazza                              | 1960 | Patto per San Marino | PDCS-EPS-AEL | 17          |                                                                                             |
| Assunta Meloni                           | 1951 | Patto per San Marino | AP           | 05          |                                                                                             |
| Pier Marino Menicucci                    | 1958 | Patto per San Marino | PDCS-EPS-AEL | 09          |                                                                                             |
| Francesca Michelotti                     | 1952 | Riforme e Libertà    | SU           | 02          |                                                                                             |
| Oscar Mina                               | 1958 | Patto per San Marino | PDCS-EPS-AEL | 18          |                                                                                             |
| Giuseppe Maria Morganti                  | 1955 | Riforme e Libertà    | PSD          | 07          |                                                                                             |
| Romeo Morri                              | 1952 | Patto per San Marino | UDSM         | 01          | bis 16. Juli 2012 Minister Zum 1. August Rücktritt als Abgeordneter.                        |
| Anna Maria Muccioli                      | 1964 | Patto per San Marino | PDCS-EPS-AEL | 28          | 28. April 2011 Nachrückerin für Alessandro Scarano                                          |
| Claudio Muccioli                         | 1958 | Patto per San Marino | PDCS-EPS-AEL | 14          |                                                                                             |
| Antonella Mularoni                       | 1961 | Patto per San Marino | AP           | 01          | Ministerin                                                                                  |
| Pier Marino Mularoni                     | 1962 | Riforme e Libertà    | DDC          | 02          |                                                                                             |
| Vanessa Muratori                         | 1965 | Riforme e Libertà    | SU           | 05          |                                                                                             |
| Francesco Mussoni                        | 1971 | Patto per San Marino | PDCS-EPS-AEL | 21          | ab 16. März 2011 Minister                                                                   |
| Nadia Ottaviani                          | 1963 | Patto per San Marino | PDCS-EPS-AEL | 23          | Nachrückerin für Minister                                                                   |
| Stefano Palmieri                         | 1984 | Patto per San Marino | AP           | 09          | Nachrücker für Minister                                                                     |
| Federico Pedini Amati                    | 1976 | Riforme e Libertà    | PSD          | 11          | am 1. Juli 2009 Austritt aus der PSD, 15. Juli 2009 Gründung des PSRS                       |
| Claudio Podeschi                         | 1956 | Patto per San Marino | PDCS-EPS-AEL | 05          | Minister                                                                                    |
| Maurizio Rattini                         | 1949 | Patto per San Marino | LDL          | 05          | Nachrücker für Minister                                                                     |
| Marino Riccardi                          | 1958 | Riforme e Libertà    | PSD          | 04          |                                                                                             |
| Italo Righi                              | 1959 | Patto per San Marino | PDCS-EPS-AEL | 15          |                                                                                             |
| Alessandro Rossi                         | 1967 | Riforme e Libertà    | SU           | 01          |                                                                                             |
| Glauco Sansovini                         | 1938 | Patto per San Marino | UDSM         | 02          |                                                                                             |
| Alessandro Scarano                       | 1983 | Patto per San Marino | PDCS-EPS-AEL | 22          | 14. April 2011 Rücktritt                                                                    |
| Alberto Selva                            | 1964 | Patto per San Marino | AP           | 07          |                                                                                             |
| Nicola Selva                             | 1962 | Patto per San Marino | PDCS-EPS-AEL | 19          |                                                                                             |
| Fiorenzo Stolfi                          | 1956 | Riforme e Libertà    | PSD          | 02          |                                                                                             |
| Filippo Tamagnini                        | 1972 | Patto per San Marino | PDCS-EPS-AEL | 13          |                                                                                             |
| Gian Franco Terenzi                      | 1941 | Patto per San Marino | PDCS-EPS-AEL | 10          |                                                                                             |
| Mirko Tomassoni                          | 1969 | Riforme e Libertà    | PSD          | 12          |                                                                                             |
| Giovanni Francesco Ugolini               | 1953 | Patto per San Marino | PDCS-EPS-AEL | 12          |                                                                                             |
| Pasquale Valentini                       | 1953 | Patto per San Marino | PDCS-EPS-AEL | 02          | Minister                                                                                    |
| Angela Venturini                         | 1952 | Patto per San Marino | UDSM         | 03          | bis 16. Juli 2012 Nachrückerin für Minister, ab 1. August 2012 Nachrückerin für Romeo Morri |
| Gian Carlo Venturini                     | 1962 | Patto per San Marino | PDCS-EPS-AEL | 01          | ab 30. April 2010 Minister                                                                  |
| Mario Lazzaro Venturini                  | 1949 | Patto per San Marino | AP           | 03          |                                                                                             |
| Andrea Zafferani                         | 1982 | Patto per San Marino | AP           | 08          | Nachrücker für Minister                                                                     |

## Abkürzungen
- AP: Alleanza Popolare
- DDC: Democratici di Centro
- LDL: Lista della Libertà
- PSRS: Partito Socialista Riformista Sammarinese
- PDCS-EPS-AEL: Partito Democratico Cristiano Sammarinese – Europopolari per San Marino – Arengo e Libertà
- PSD: Partito dei Socialisti e dei Democratici
- SU: Sinistra Unita
- UDSM: Unione Sammarinesi dei Moderati

## Veränderungen
Am 1. Juli 2009 verließen 8 Abgeordnete die PSD-Fraktion aus und gründeten eine neue Fraktion. 2 Wochen später am 15. Juli wurde von ihnen der Partito Socialista Riformista Sammarinese (PSRS) gegründet.
Tito Masi wurde im September 2009 zum Präsidenten der Fondazione San Marino Cassa di Risparmio – SUMS gewählt und schied am 20. Oktober 2009 aus dem Parlament aus. Für ihn rückte Matteo Fiorini nach.
Finanzminister Gabriele Gatti erklärte am 19. April 2010 seinen Rücktritt, Rasquale Valentini am 30. April zu seinem Nachfolger gewählt.
Arbeitsminister Gian Marco Marcucci erklärte am 7. März 2011 seinen Rücktritt. Sein Nachfolger wurde Francesco Mussoni.
Alessandro Scarano trat am 14. April 2011 zurück für ihn rückte Anna Maria Muccioli nach.
Justizminister Augusto Casali und Bildungsminister Romeo Morri erklärten am 16. Juli 2012 ihren Rücktritt, es wurden keine Nachfolger ernannt. Morri erklärte auch seinen Rücktritt aus dem Parlament.